# Flatschach
Flatschach ist eine ehemalige Gemeinde mit 192 Einwohnern (Stand: 31. Oktober 2013)
im Bezirk Murtal und Gerichtsbezirk Judenburg nördlich von Zeltweg im Aichfeld in der Steiermark. Die heutige zusammengelegte Gemeinde hat 5.379 Einwohner (Stand: 31. Oktober 2020) und liegt direkt am Red Bull Ring.
Der Ort, die Ortschaft und die Katastralgemeinde bestehen zwar noch, doch im Rahmen der steiermärkischen Gemeindestrukturreform ist sie seit 2015 mit der Stadt Spielberg zusammengeschlossen,
die neue Gemeinde führt den Namen Stadtgemeinde Spielberg weiter. Grundlage dafür ist das Steiermärkische Gemeindestrukturreformgesetz – StGsrG vom 17. Dezember 2013.

## Geografie

### Geografische Lage
Flatschach liegt direkt nördlich von Zeltweg und zieht sich entlang des Flatschacher Baches auf die Flatschacher Höhe (auch Flatschacher-Schlag) (1363 m) nördlich des Ortes. Der tiefste Punkt liegt im Aichfeld mit 669 m. Der Flatschacherbach ist nach Flatschach benannt. Nachbargemeinden sind Zeltweg, Spielberg, Gaal und Fohnsdorf.

### Gliederung
Die Gemeinde bestand aus einer einzigen gleichnamigen Katastralgemeinde und Ortschaft.

### Eingemeindungen
Im Zuge der steirischen Gemeindestrukturreform wurde die Gemeinde Flatschach 2015 mit der Stadtgemeinde Spielberg fusioniert.
In der Volksabstimmung am 9. Juni 2013 lehnten 84,78 % der Flatschacher die Zusammenlegung der Gemeinde Flatschach mit der Stadtgemeinde Spielberg ab.

### Umgebung (Beginn 2022)
| Gaal      | Graden                                      | Seckau                    |
| Fohnsdorf | Kompassrose, die auf Nachbargemeinden zeigt | Knittelfeld               |
| Judenburg | Zeltweg                                     | Spielberg bei Knittelfeld |

## Geschichte
Um 1400 gab es zahlreiche Goldbergbaue am Tremmelberg.
Um 1670–1680 kam der Goldbergbau allerdings laut Stift Admont wegen protestierenden Bergarbeitern zum Erliegen.
1716 Bergbau wurde erneut durch Benediktinermönche des Stifts Seckau betrieben.
1741 Erste Wasserschwierigkeiten beim Bergbau. Genau zur gleichen Zeit starb der Leiter des Unternehmens.
Am 1. November 1789 wurde der Bergbau wieder aufgelassen, da die Ausgaben viel höher als die Einnahmen waren.
1849/50 Die politische Gemeinde Flatschach wurde errichtet.
1864 Erneute Wiedereröffnung mancher Stollen. Kurz danach erneute Auflassung durch unerfolgreiche Erträge.
1906/07 Letzte Arbeiten in einem Unterstollen.
1951 Dissertation über die Flatschacher Gänge wurde vorgelegt.

## Bevölkerung
Die Gemeinde hatte laut Volkszählung 2021 192 Einwohner. 99,4 % der Bevölkerung besaßen die österreichische Staatsbürgerschaft. Zur römisch-katholischen Kirche bekannten sich 92,7 % der Einwohner, 2,8 % zur evangelischen Kirche. 5,6 % waren ohne religiöses Bekenntnis.

## Wirtschaft und Infrastruktur
Laut Arbeitsstättenzählung 2001 gab es 4 Arbeitsstätten mit 10 Beschäftigten in der Gemeinde sowie 55 Auspendler und 7 Einpendler. Es gab 16 land- und forstwirtschaftliche Betriebe (davon 10 im Haupterwerb), die zusammen 916 ha bewirtschafteten (1999).

## Politik
Der Gemeinderat bestand zuletzt aus neun Mitgliedern und setzte sich seit der Gemeinderatswahl 2010 aus Mandataren der folgenden Parteien zusammen:
- 6 ÖVP
- 3 SPÖ

Die ÖVP stellte mit Alois Pichler den Bürgermeister.

### Wappen
Die Verleihung des Gemeindewappens erfolgte mit Wirkung vom 1. Oktober 2004.

Blasonierung (Wappenbeschreibung):
„Unter goldenem Schildhaupt mit einem roten vierblättrigen und mit fünf Eicheln (1:3:1) besetzten Stieleichenzweig in Rot ein goldener Frosch.“